# (14310) Shuttleworth
(14310) Shuttleworth est un astéroïde de la ceinture principale.

## Description
(14310) Shuttleworth est un astéroïde de la ceinture principale. Il fut découvert le 7 août 1966 à Bloemfontein par l'observatoire Boyden. Il présente une orbite caractérisée par un demi-grand axe de 2,71 UA, une excentricité de 0,16 et une inclinaison de 2,6° par rapport à l'écliptique.

## Compléments